# 华南理工大学电子与信息学院
华南理工大学电子与信息学院（简称：华工电信学院）是华南理工大学下属的工科学院，位于中国广东省广州市天河区华南理工大学五山校区内。学院现有教职工172人，各类在校生2,556人。

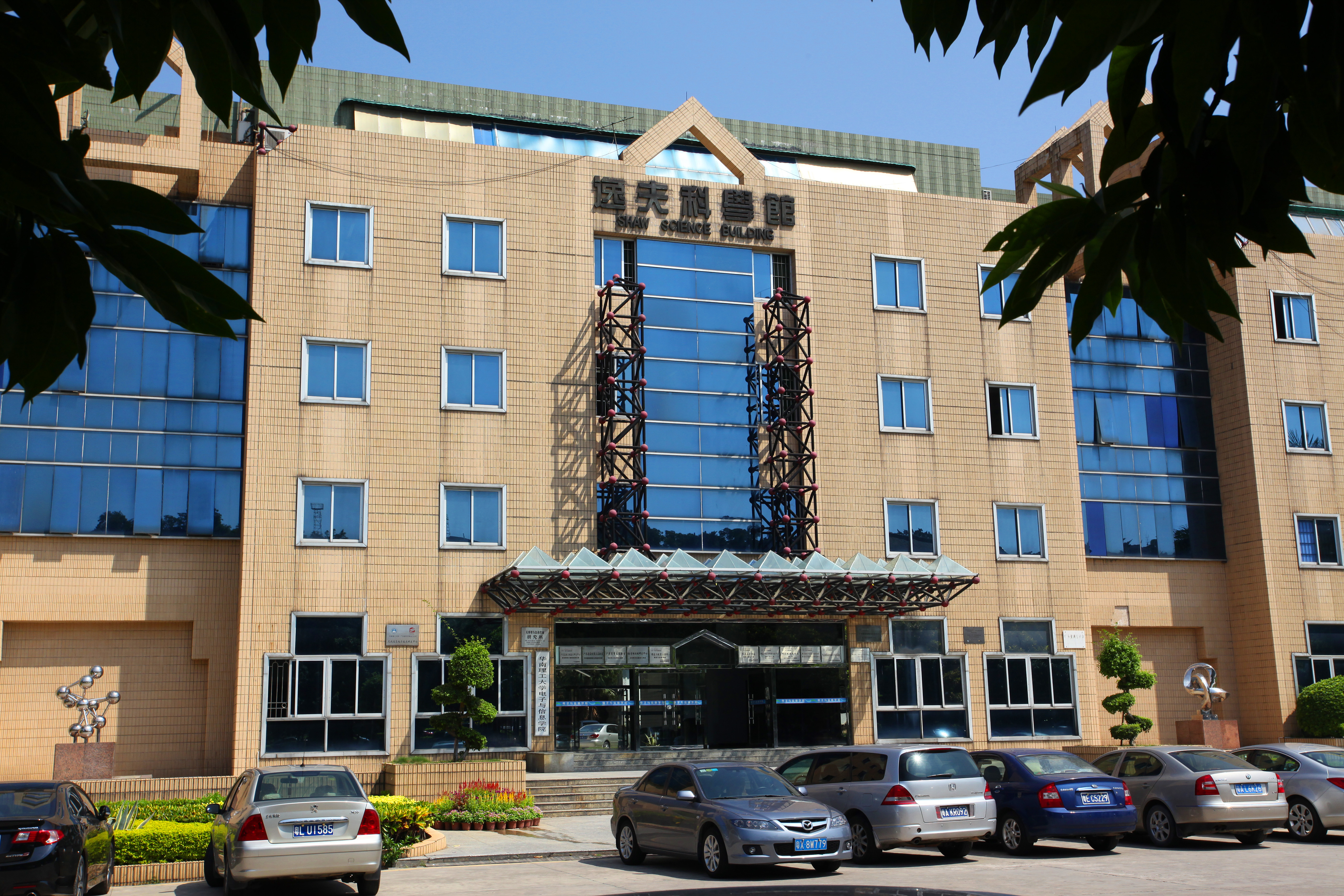
逸夫科学馆为电信学院的办公楼

## 历史沿革
电信学院的前身是创建于1952年的华南工学院电机工程系，由国立中山大学、岭南大学、华南联合大学三校的理工类学院以及湖南大学等中南五省12所院校的有关学科合并组成，并在1953年更名为电讯工程系。1956年，无线电系的大部分师生和设备调往成都，参与组建了成都电讯工程学院（现电子科技大学）；但因工作需要，冯秉铨教授留在华南工学院:383。
1958年，冯秉铨教授、徐秉铮教授及部分师生，在广州华南工学院恢复建立电讯工程系，设无线电技术、有线电技术、电机制造、自动控制、计算机技术、电子测量技术六个专业。1960年，电讯工程系改为无线电工程系（五系）。1962年，与自动控制系合并为无线电与自动控制系，后在1969年分立。1974年，无线电工程系再分为无线电工程系和无线电器件系；后于1982年重新合并:384。
1981年，通信与电子系统成为首批博士学位授权的学科；1988年，通信与电子系统博士点被批准为全国重点学科。
1995年，无线电工程系更名为电子与通信工程系。1996年7月，电子与通信工程系、自动控制工程系和计算机科学与工程系合并组建为电子与信息学院。2002年1月，原自动控制工程系和计算机科学与工程系分出并各自组建为自动化学院和计算机学院，原电子与通信工程系和无线电与自动控制研究所及电工电子教学实验中心组建新的电子与信息学院。2008年，理学院（今数学学院和物理学院）的微电子教研室调入电信学院，电工电子教学实验中心调到电力学院。2015年，参与筹建广州国际校区的国家示范性微电子学院。

## 学术科研

### 学科设置
截至2020年7月，电信学院共设有如下的博士后流动站、研究生学位点和本科专业：
- 博士后流动站：信息与通信工程、电子科学与技术
- 一级学科博士、硕士学位授权点：信息与通信工程、电子科学与技术
- 工程博士学位授予点：电子与信息
- 工程硕士学位授予点：电子与通信工程、集成电路工程
- 本科专业：信息工程

其中，信息与通信工程下的通信与信息系统学科为国家重点学科，电子科学与技术为广东省重点学科；本科信息工程专业为国家级一流本科专业建设点、国家级特色专业、广东省名牌专业。

### 科研成果

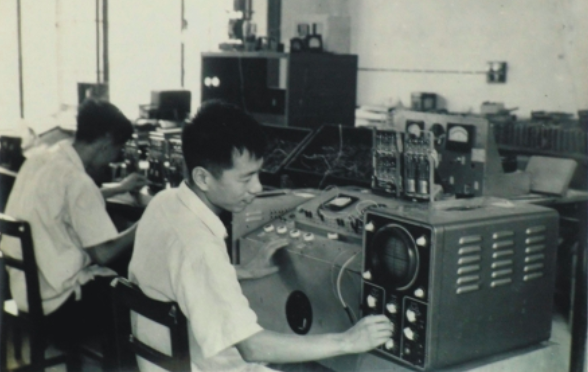
华工研制成功的中国第一台俄汉翻译电子计算机

电信学院在早年研制过中国第一台模拟电子计算机、第一台俄汉自动翻译机和第一台声控打印机。

### 科研机构
截至2019年，电信学院共有17个学术团队和13个科研基地：

| - 学术团队 - 多维信号辨识与重建团队 - 泛在组网和安全学术团队 - 毫米波与太赫兹技术团队 - 海洋通信与网络团队 - 几何感知与智能团队 - 宽带天线与射频技术团队 - 类脑感知与人体数据科学团队 - 视觉计算与智能人机交互团队 - 数字视听觉信号信息安全检测与智能监控团队 - 通信天线团队 - 通信与音视频处理团队 - 无线声电协同通信团队 - 微电子器件团队 - 携能通信与传感网络团队 - 移动超声探测工程团队 - 智能信息处理与传输团队 - 专用集成电路芯片与系统设计团队 | - 科研基地 - 国家移动超声探测工程技术研究中心 - 近距离无线通信与网络教育部工程研究中心 - 人体数据感知教育部工程研究中心 - 无线通信网络与终端广东普通高校重点实验室 - 广东高校音视频图文智能信息处理工程技术研究中心 - 广东省毫米波与太赫兹重点实验室 - 短距离无线探测与通信广东省重点实验 - 广东省天线与射频工程技术研究中心 - 广东省人体数据科学工程技术研究中心 - 广东省智能网络通信与计算工程技术研究中心 - 广东省智能传感器与专用集成电路工程技术研究中心 - 广州市智能无损检测行业工程技术研究中心 - 广州市人体数据科学重点实验室 |

## 现任领导
截至2022年11月，学院的领导组成为：
- 院长：薛泉
- 党委书记：章秀银
- 副院长：余翔宇、黄双萍、唐杰
- 党委副书记：周军、张健

## 知名校友
电信学院培养出多位知名企业家和其他领域的知名人士，当中较为出名的有“华工三剑客”，即同属50177班毕业的、同一宿舍里走出的“中国彩电三巨头”：TCL总裁李东生、创维集团创始人黄宏生和康佳集团前总裁陈伟荣。
- 孟执中：中国工程院院士、中国氣象衛星专家；风云一号卫星及风云三号卫星总设计师。1956年本科毕业于无线电广播及通讯专业。
- 廖军文：深圳产学研合作促进会会长，曾任中共深圳市委原统战部部长、市政协原副主席。1969年本科入读无线电系电真空器件专业。
- 徐宏亮：曾任西昌卫星发射中心主任、总装备部司令部副参谋长、太原卫星发射中心主任，少将军衔。1976年本科入读自动控制专业[14]。
- 宁一海：香港海茂实业（集团）有限公司董事长、中国国际矿业集团有限公司董事长，华南理工大学香港校友会会长。1976年本科入读无线电系。
- 梁伟：德生通用电器制造有限公司董事长。1977年本科入读无线电技术专业。2006年，其将收藏的近300台收音机（接收机）捐赠学校，并创建中国高校第一个无线电电子博物馆（华南理工大学无线电电子博物馆）[15]。
- 谢明：科进公司董事会主席及CEO，美国南加州大学校董。1978年3月本科入读半导体器件与材料专业。
- 霍東齡：京信通信系统控股有限公司董事局主席。1978年3月本科入读无线电技术专业。
- 张跃军：京信通信系统控股有限公司董事局副主席、总裁兼执行董事。1978年3月本科入读无线电技术专业。
- 陈伟荣：天利控股集团有限公司董事局主席，深圳市亿通科技有限公司创始人，康佳集团前董事局副主席、党委书记、总裁。1978年3月本科入读无线电技术专业[13]。
- 黃宏生：南京金龙客车制造有限公司董事长，创维创始人、原创维集团兼创维控股董事局主席。1978年3月本科入读无线电技术专业[13]。
- 李东生：TCL集团董事长兼首席执行官，TCL集团创办人。1978年3月本科入读无线电技术专业[16]。
- 易贤忠：七喜电脑有限公司创始人，原七喜控股股份有限公司董事长、总经理。1978年本科入读无线电专业。
- 邓志刚：武汉中元华电科技股份有限公司董事长，1978年本科入读无线电技术专业。
- 朱跃生：北京大学通信与信息安全实验室（深圳）主任，美国TI－北京大学数字信号处理联合实验室主任。1978年本科入读无线电技术专业，1989年硕士研究生毕业于电路与系统专业。
- 谢剑锋：福州海关党组成员、副关长。1979年入读电真空专业。
- 李海洲（英语：Haizhou Li）：IEEE Fellow、新加坡国立大学电气与计算机工程系终身教授，新加坡资讯通信研究院研究部主任、百度新加坡研究中心总监。1980年本科入读无线电技术专业，1987和1990年硕士和博士研究生毕业于通信与电子系统专业。
- 陈春花：企业文化与战略专家，北京大学国家发展研究院商学院院长；原山东六和集团总裁。1982年本科入读无线电系。
- 郑海法：湖北开特汽车电子电器系统股份有限公司董事长。1983年本科入读半导体专业。
- 柯建生：索菲亚家居股份有限公司创始人、总经理。1983年本科入读无线电工程系。
- 谭颂斌：广东银禧科技股份有限公司董事长。1989年本科入读无线电工程系。
- 徐志强：广州瀚信通信科技有限公司董事长兼总经理。1996年本科入读电子与信息技术专业。